# Loculla massaica
Loculla massaica är en spindelart som beskrevs av Roewer 1960. Loculla massaica ingår i släktet Loculla och familjen vargspindlar.
Artens utbredningsområde är Tanzania. Inga underarter finns listade i Catalogue of Life.